# Internationale Commissie voor Ridderorden
De Internationale Commissie voor Ridderorden, Frans: "Commission Internationale d’Etudes des Ordres de Chevalerie", Engels: "International Commission for Orders of Chivalry " is een internationale vereniging die zich richt op de studie van ridderorden genealogie en heraldiek. De Commissie is voortgekomen uit het in 1929 in Barcelona voor het eerst bijeengekomen Internationaal Congres voor Genealogie en de Heraldische wetenschappen ("International Congress of Genealogical and Heraldic Sciences").
Het bestuur van dit Internationaal Congres voor Genealogie en de Heraldische wetenschappen organiseert iedere twee jaar een congres. Het vijfde internationaal congres dat in 1960 in Stockholm werd georganiseerd stelde de Commissie voor Heraldiek van Staten voor om een lijst van dynastieke orden en Huisorden op te stellen opdat deze lijst in een volgend congres kon worden besproken. Het vierde congres dat in 1955 in Barcelona was georganiseerd had de vele problemen rond de Huisorden en Dynastieke orden en de juridische status van deze orden aan de orde gesteld. Het was de bedoeling om op het zesde congres dat in 1962 in Edinburgh werd gehouden een "provisioneel" kritisch overzicht van de orden te presenteren.
De commissie gaat uit van het internationaal recht en de bepalingen van het Congres van Wenen. Daar werd vastgelegd dat de hoofden van de in 1815 regerende families een jure sanguinis bezaten, een onvervreemdbaar en onaantastbaar recht om als Fons honorum op te treden.
Onder een kritisch overzicht verstaat men overzicht waarin ook een onderbouwd oordeel over de rechtmatigheid van de aanspraken van de presiderende Grootmeester van een orde en de plek van een orde in het internationaal recht wordt gegeven.
Toen het rapport gereed was besloot het congres om de normen die door de commissie waren opgesteld over te nemen en de commissie, die oorspronkelijk tijdelijk was ingesteld, "permanent" te maken. Er moest een gezaghebbend en onafhankelijk panel bestaan dat een oordeel over deze orden gaf.
Het congres benoemde een commissie die vooral uit edellieden bestond.
- Erepresident: Z.G. de Hertog van Hamilton en Brandon, K.T., Premier Peer of Scotland

Dagelijks bestuur
- President: Baron Alessandro Monti della Corte (Italië)
- Vice President: Noble Prof. Geza Grosschmid Zsögöd de Visegrad (De Verenigde Staten)
- Secretaris Generaal: Lt. Col. Robert Gayre of Gayre and Nigg (Schotland)

Leden
- Z.S.H. Prince Karl von Schwarzenberg (Oostenrijk en Bohemen)
- Chevalier Albert de Selliers de Moranville (België)
- Dr. Paul Warming (Denemarken); Sir Harry Luke (Engeland)
- Sir Iain Moncreiffe of that Ilk, Bt., Baron of Easter Moncreiffe, Albany Herald (Schotland)
- Sir David Wilson Reid, Laird of Robertland (Schotland)
- Chevalier Guy Coutant de Saisseval (Frankrijk)
- Z.S.H. Prins Ernst August von Lippe (Duitsland)
- Baron von Dieckoff (Duitsland)
- Jonkheer C.C. van Valkenburg (Nederland)
- Z.E. Balì don Achille di Lorenzo (Italië)
- Noble Alexandre de Messoyedoff (Rusland)
- Z.E. Markies don Alvaro de Santa Maria de Silvela, Marqués de Castañar (Spanje)
- De Koninklijk Zweedse Kamerheer Carl Gunnar Ulrik Scheffer (Zweden)
- Sir Hannibal P. Scicluna (Malta)
- Noble Béla Kèzdi-Vàsàrhelij de Kèzd (Hongarije)

Sindsdien zijn in 1964 (Den Haag), 1966 (Parijs), 1967 (Brussel), 1970 (Wenen en München waar ook adelsgenootschappen werden toegevoegd aan het onderzoeksveld), 1984 (Washington) 1998 (Dublin waar kerkelijke onderscheidingen werden toegevoegd aan het onderzoeksveld) 1999 (Rome en Londen), 2000 in Londen en 2001 in rapporten in Frans, Engels en Italiaans onder de titels "Rapport de la Commission Internationale d’Etudes des Ordres de Chevalerie", "Report of the International Commission for Orders of Chivalry "en "Relazione della Commissione Internazionale permanente per lo studio degli Ordini Cavallereschi". De Commissie kwam in 2001 voor het laatst in Casale Monferrato bijeen.
Er werd ook een drietalig register samengesteld. Het eerste register uit 1954 werd in de loop der jaren grondig herzien. Het huidige register dateert uit juli 1998. En aantal orden werd bij nader inzien alsnog geschrapt uit het register. Opvallende verwijderingen waren de Orde van Sint-Jan van Jeruzalem-Hospitaalridders, ook wel de Koninklijk Joegoslavische Orde van Sint-Jan die in 1970 werd opgenomen maar later werd geschrapt en de Niadh Nask die in de jaren 1996 - 1998 in het register was opgenomen.
Er is altijd veel kritiek op de beslissingen van de commissarissen geweest. De ICOC ziet de bijval en de kritiek als een bevestiging van het belang dat in de wereld van faleristiek en heraldiek aan het register wordt gehecht.
De commissie liet zich niet altijd uit over de legitimiteit van de elkaar bestrijdende chefs van de voormalige regerende vorstenhuizen. Daarover bestond ook binnen de commissie niet altijd overeenstemming. Over een aantal pseudo-orden heeft de commissie wel een standpunt ingenomen.